# تل حزين
تل حزين (Tell Hazine or Tell Hazzine) هو موقع أثري لبناني يعود تاريخه على الأقل إلى العصر البرونزي المبكر. يقع على بعد 11 كم جنوب غرب بعلبك في محافظة بعلبك الهرمل، في قرب قرية حزين (بعلبك)، إحدى القرى اللبنانية من قرى قضاء بعلبك في محافظة البقاع. تشتهر بسهولها الخصبة وتنشط فيها زراعة البطاطا والقمح والخضار والكروم.